# Susanne Petersen
Susanne Petersen (* 29. November 1974 in Weißenfels; geborene Susanne Henze) ist eine ehemalige deutsche Handballspielerin, die zuletzt für den Bundesligisten Buxtehuder SV spielte.
Das Handballspielen begann Petersen mit sechs Jahren beim SV Weißenfels. Später besuchte sie die Sportschule in Leipzig. Mit dem TSV Nord Harrislee spielte sie erstmals in der Bundesliga. Über die Stationen TuS Walle Bremen und SG Hessen Hersfeld gelangte sie 1999 zum Buxtehuder SV. Mit dem BSV stand sie 2002 im Finale des EHF Challenge Cups und wurde 2003 deutsche Vizemeisterin. Aufgrund ihrer Schwangerschaft pausierte sie in der Saison 2008/09. Im Jahr 2010 gewann sie mit dem BSV den EHF Challenge Cup. Ein Jahr später beendete Petersen ihre Karriere als Handballspielerin.
Ihr Länderspieldebüt für Deutschland gab die Rechtshänderin am 19. Februar 1999 in Marpingen gegen Polen. In ihrer Länderspiellaufbahn, welche sie am 9. April 2006 beendete, erzielte sie 193 Treffer in 87 Länderspielen.